# Crusaders Football Club
El Crusaders Football Club es un club de fútbol de Irlanda del Norte, con sede en Belfast. Fue fundado en 1898, y compite en la NIFL Premiership, máxima categoría del fútbol norirlandés. Disputa sus partidos como local en el estadio Seaview, con capacidad para 3383 espectadores. Los colores del club son el negro y el rojo, mientras que su escudo es un descriptivo cruzado medieval.
El Crusaders jugó en el fútbol intermedio hasta 1949, y durante ese tiempo fueron uno de los equipos fuera de la liga más importantes del país. La dramática retirada de Belfast Celtic del máximo nivel del fútbol norirlandés en 1949 provocó que el Crusaders ocupase su lugar para el inicio de la temporada 1949-50. El club cuenta en su palmarés con siete ligas, cinco Copas irlandesas, dos Copas de la Liga y una Setanta Sports Cup, entre otros títulos.
Su rival tradicional es el Cliftonville F.C., con quien disputa el Derbi del norte de Belfast, una de las mayores rivalidades del fútbol norirlandés.

## Historia

### Fundación del club
El Crusaders Football Club fue fundado en el año 1898 y la primera reunión del club se celebró en 182 North Queen Street, Belfast, la casa de Thomas Palmer quien, junto con James McEldowney, John Hume y Thomas Wade, fue miembro de la comisión inicial.
Se sugirieron muchos nombres para el club en su fundación, como RowRowan Star, Cultra United, Queen's Rovers, Mervue Wanderers y Lilliputians. Thomas Wade consideró que el nombre debía tener una significación más internacional y sugirió Crusaders («Cruzados»), por los caballeros cristianos medievales.
Inicialmente, el club sólo pudo disputar partidos amistosos hasta que ingresó en una de las ligas menores locales. Los jugadores fueron obligados a pagar una cuota de partido de dos peniques antes de que pudieran salir al campo.
El primer partido de competición del que existe algún registro existente fue el 10 de diciembre de 1898. Fue en la Alianza del Norte de Belfast contra el Bedford y los informes indican que, "después de un espléndido juego, los Crusaders ganaron por 5 a 2".

### Establecimiento en Seaview (1921-1946)
El equipo jugó en varios lugares antes de establecerse definitivamente en Seaview en 1921. Los otros lugares en los que jugó el club cruzado fueron Glen (que más tarde se convirtió en parte de Alexandra Park), Cavehill Road, Simpson's Boiler Fields, Shore Road (frente al Grove) y Rokeby Park. Seaview fue inaugurado oficialmente un sábado 3 de septiembre de 1921 por William Grant, antes del comienzo del partido en un partido de liga contra el Cliftonville Olympic.
Crusaders pasó a competir en la Dunville Alliance, Ormeau Junior Alliance, Alexandra Alliance, Woodvale Alliance y Irish Football Alliance (la última de las cuales se ganaron tres años seguidos 1916-1918) hasta su elección a la Liga intermedia irlandesa en 1921. Los Crues se convirtieron en uno de los clubes juveniles más importantes del país, y ganó una impresionante colección de trofeos, incluyendo el campeonato de la Liga intermedia seis veces en diez años 1923-1933.
El equipo también alcanzó las semifinales de la Copa irlandesa en tres ocasiones en la década de 1920. El primero llegó en la temporada 1923-24, donde fueron derrotados por el campeón de la liga irlandesa, el Queen's Island, en un partido de desempate en Pirrie Park. En la temporada 1924-1925 los Crues derrotaron a los equipos sénior del Larne y Belfast Celtic antes de ser eliminado por el Glentoran, a la postre campeón, en The Oval en semifinales. Llegaron a las semifinales una vez más en 1927, perdiendo 2-4 en casa ante sus grandes rivales del Cliftonville.
A pesar de estas hazañas, todas las solicitudes de ingreso a la Liga irlandesa sénior fueron rechazadas. Tal fue la frustración que se tuvo en cuenta presentar su solicitud tanto a la Liga Escocesa de Fútbol como la Liga de Irlanda. La Segunda Guerra Mundial detuvo el fútbol entre abril y septiembre de 1946.

### Ingreso en la Irish Premiership (1949-1976)
La dramática retirada de Belfast Celtic por razones sectarias del fútbol sénior norirlandés en 1949 dio lugar a que los Crusaders pudiesen, finalmente, ingresar en la Liga irlandesa al inicio de la temporada 1949-50. Su primer partido oficial como club de nivel sénior fue el 20 de agosto de 1949 y resultó en una victoria por 1-0 en la City Cup ante el Portadown. La temporada, sin embargo, fue complicada para los Hatchetmen, como se les conocía, y tuvieron que solicitar una nueva elección después de terminar en el puesto 11 de 12 clubes.
Bajo la dirección del jugador Jackie Vernon se recuperaron para ganar su primer título sénior en la temporada 1953-54 al derrotar al Linfield 2-1 en la final de la Copa Ulster. La década de 1950 no fue fácil y al final de la temporada 1957-58 tuvo que ser reelegido de nuevo.
Los Crues ganaron, nuevamente, la Copa Ulster, y la County Antrim Shield dos veces, pero estos éxitos se vieron ensombrecidos por las dos Copas irlandesas ganadas en 1967 y 1968 contra el Glentoran y Linfield, respectivamente. De esta forma, el Crusaders se hizo con sus primeros títulos importantes del fútbol norirlandés y, como consecuencia, se garantizó el derecho a disputar competiciones europeas.

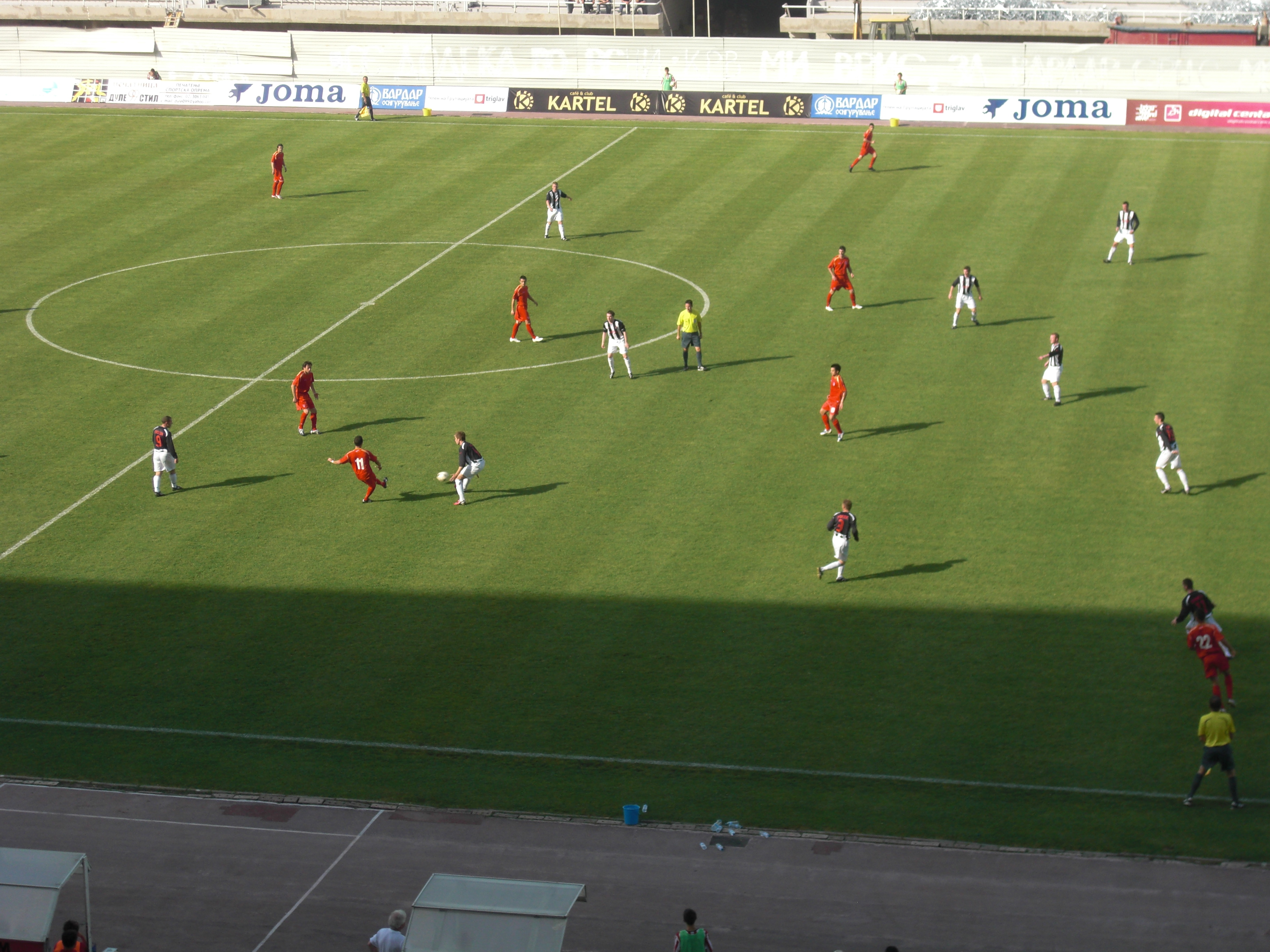
Partido en la Liga Europea de la UEFA 2009–10 ante el FK Rabotnicki de Macedonia en el Philip II Arena en Skopje.

En la década de 1970, el Crusaders se proclamó campeón de liga de Irlanda del Norte por primera vez en su historia en la temporada 1972–73, tras superar en sólo un punto al Ards FC. Esto le valió para participar, por primera vez en su historia, en la Copa de Europa. Sin embargo, el Crusaders fue eliminado por el Dinamo Bucureşti tras perder en Belfast 0-1 y ser humillados en Bucarest por 11-0.
En la temporada 1975–76, el equipo de Seaview logró su segundo título de liga al imponerse al Glentoran en la tabla. En la Copa de Europa fue eliminado en primera ronda por el campeón de Europa, el Liverpool.

## Entrenadores
- Albert Mitchell (1950-52)
- Jackie Vemon (1952-56)
- Hugh Rankin (1956-62)
- Sammy McCrory (1962-63)
- Jimmy Murdough (1963-66)
- Ted Smyth (1966-68)
- Jimmy Todd (1968-71)
- Billy Johnston (1971-77)
- Norman Pavis (1977-79)
- Ian Russell (1979-83)
- Clarke Frampton (1983)
- Tommy Jackson (1983-86)
- Roy McDonald (1986)
- Jackie Hutton (1986-89)
- Roy Walker (1989-98)
- Aaron Callaghan (1998-99)
- Martin Murray (1999-00)
- Gary McCartney (2000-02)
- Alan Dornan (2002-05)
- Roy Bennett (2005)
- Stephen Baxter (2005-)

## Palmarés

### Torneos nacionales
- Liga de Irlanda del Norte (7): 1972-73, 1975-76, 1994-95, 1996-97, 2014-15, 2015-16, 2017-18
- Copa de Irlanda del Norte (6): 1966-67, 1967-68, 2008-09, 2018-19, 2021-22, 2022-23
- Copa de la Liga (2): 1996-97, 2011-12
- Supercopa de Irlanda del Norte (2): 2022, 2023
- Gold Cup (2): 1985-86, 1995-96
- Copa Ulster (3): 1953-54, 1963-64, 1993-94
- Carlsberg Cup (1): 1973-74
- Segunda División (1): 2005-06
- Copa de la Liga de Segunda División (1): 2005-06
- Liga Intermedia (9): 1922-23, 1925-26, 1926-27, 1928-29, 1930-31, 1932-33, 1937-38, 1938-39, 1948-49
- Copa de la Liga Intermedia (3): 1926-27, 1937-38, 1938-39
- McElroy Cup (3): 1929-30, 1931-32, 1947-48
- Clements Lyttle Cup (1): 1924-25
- Setanta Sports Cup (1): 2012

### Torneos regionales
- County Antrim Shield (8): 1959-60, 1964-65, 1968-69, 1973-74, 1991-92, 2009-10, 2017-18, 2018-19
- Steel & Sons Cup (8): 1922-23, 1926-27, 1928-29, 1930-31, 1933-34, 1936-37, 1947-48, 1955-54, 2005-06

## Participación en competiciones de la UEFA
| Temporada | Torneo                        | Ronda            | País                | Club                | Marcador        | Global      |
| --------- | ----------------------------- | ---------------- | ------------------- | ------------------- | --------------- | ----------- |
| 1967–68   | Recopa de Europa              | 1                | España              | Valencia            | 0–4, 2–4        | 2–8         |
| 1968–69   | Recopa de Europa              | 1                | Suecia              | IFK Norrköping      | 2–2, 1–4        | 3–6         |
| 1973–74   | Copa de Europa                | 1                | Rumania             | Dinamo Bucarest     | 0–1, 0–11       | 0–12        |
| 1976–77   | Copa de Europa                | 1                | Inglaterra          | Liverpool           | 0–2, 0–5        | 0–7         |
| 1980–81   | Recopa de Europa              | 1                | Gales               | Newport County      | 0–4, 0–0        | 0–4         |
| 1993–94   | Copa de la UEFA               | 1                | Suiza               | Servette            | 0–0, 0–4        | 0–4         |
| 1995–96   | Copa de la UEFA               | Preliminar       | Dinamarca           | Silkeborg IF        | 1–2, 0–4        | 1–6         |
| 1996–97   | Copa de la UEFA               | Preliminar       | Lituania            | Zalgiris Vilnius    | 0–2, 2–1        | 2–3         |
| 1997–98   | Liga de Campeones             | Clasificatoria 1 | Georgia             | Dinamo Tbilisi      | 1–3, 1–5        | 2–8         |
| 2009–10   | Liga de Campeones             | Clasificatoria 2 | Macedonia del Norte | Rabotnički          | 1–1, 2–4        | 3–5         |
| 2011–12   | Liga de Campeones             | Clasificatoria 2 | Inglaterra          | Fulham              | 1–3, 0–4        | 1–7         |
| 2012–13   | Liga de Campeones             | Clasificatoria 1 | Noruega             | Rosenborg BK        | 0–3, 0–1        | 0–4         |
| 2013–14   | UEFA Europa League            | Clasificatoria 1 | Noruega             | Rosenborg BK        | 1–2, 2–7        | 3–9         |
| 2014–15   | UEFA Europa League            | Clasificatoria 1 | Lituania            | FK Ekranas          | 3–1, 2–1        | 5–2         |
| 2014–15   | UEFA Europa League            | Clasificatoria 2 | Suecia              | IF Brommapojkarna   | 0–4, 1–1        | 1–5         |
| 2015–16   | UEFA Champions League         | Clasificatoria 2 | Albania             | KF Skënderbeu Korçë | 3–2, 1-4        | 4-6         |
| 2016-17   | UEFA Champions League         | Clasificatoria 2 | Dinamarca           | FC Copenhague       | 0-3, 0-6        | 0-9         |
| 2017-18   | UEFA Europa League            | Clasificatoria 1 | Letonia             | FK Liepaja          | 3-1, 0-2        | 3-3 (a)     |
| 2018-19   | UEFA Champions League         | Clasificatoria 1 | Bulgaria            | Ludogorets Razgrad  | 0–2, 0–7        | 0–9         |
| 2018-19   | UEFA Europa League            | Clasificatoria 2 | Eslovaquia          | Olimpija Ljubljana  | 1–1, 1–5        | 2–6         |
| 2019-20   | UEFA Europa League            | Clasificatoria 1 | Islas Feroe         | B36 Tórshavn        | 2–0, 3–2        | 5–2         |
| 2019-20   | UEFA Europa League            | Clasificatoria 2 | Inglaterra          | Wolverhampton       | 1–4, 0–2        | 1–6         |
| 2022-23   | UEFA Europa Conference League | Clasificatoria 1 | Gibraltar           | Bruno's Magpies     | 3-1, 1-2        | 4-3         |
| 2022-23   | UEFA Europa Conference League | Clasificatoria 2 | Suiza               | Basilea             | 1–1, 0–2        | 1–3         |
| 2023-24   | UEFA Europa Conference League | Clasificatoria 1 | Finlandia           | Haka                | 1-0, 2-2        | 3-2         |
| 2023-24   | UEFA Europa Conference League | Clasificatoria 2 | Noruega             | Rosenborg           | 2-2, 2-3 (t.e.) | 4-5         |
| 2024-25   | UEFA Conference League        | Clasificatoria 1 | Gales               | Caernarfon Town FC  | 3-1, 0-2        | 3-3 (7-8 p) |